# Hagesteinsebrug
De Hagesteinsebrug is een brug over de Lek die deel uitmaakt van de Rijksweg 27 tussen Vianen en Nieuwegein in de Nederlandse provincie Utrecht. De brug is tussen 1975 en 1981 aangelegd en op 24 juni 1981 geopend.
In noordelijke richting heeft de brug twee rijstroken en een als spitsstrook ingerichte vluchtstrook. In zuidelijke richting zijn er ook twee rijstroken en een plusstrook aan linkerzijde. Er is in deze richting een smalle vluchtstrook. De brug kan niet gebruikt worden door fiets- en landbouwverkeer.

## Drie nieuwe bruggen
In de A27 worden tussen 2023 en 2031 drie stalen bruggen over de grote rivieren vervangen door betonnen bruggen, die minder onderhoud nodig hebben en minder geluidsoverlast veroorzaken. Dit betreft de Hagesteinsebrug, de Merwedebrug en de Keizersveerbrug. Na de bouw van de drie nieuwe bruggen worden de oude bruggen gesloopt. Hiervoor wordt door het ministerie 389 miljoen euro beschikbaar gesteld. Dat bedrag komt bovenop het bedrag van 860 miljoen euro dat al is gereserveerd voor de verbreding van de A27 naar 2 keer 3 rijstroken.